# Словенија на Зимским олимпијским играма 2010.
Словенија на Зимским олимпијским играма учествује шести пут. На Олимпијским играма 2010., у Ванкуверу, Британска Колумбија у Канади учествовала је са 47 учесника (30 мушкараца и 17 жена), који ће се такмичити у десет спортова.
На свечаном отварању заставу Словеније носила је аплска скијашица Тина Мазе.

## Освајачи медаља
Словенија је на Зимским олимпијским играма 2010. освојила три медаље, две сребрне и једну бронзану. 

### Сребро
- Тина Мазе – Алпско скијање, супервелеслалом
- Тина Мазе – Алпско скијање, слалом

### Бронза
- Петра Мајдич – Скијашко трчање, спринт класично

## Учесници по спортовима
| Спорт                 | Мушкарци | Жене | Укупно |
| --------------------- | -------- | ---- | ------ |
| Алпско скијање        | 10       | 3    | 13     |
| Биатлон               | 4        | 4    | 8      |
| Нордијска комбинација | 2        | 0    | 2      |
| Скијашко трчање       | 0        | 5    | 5      |
| Санкање               | 1        | 0    | 1      |
| Скелетон              | 1        | 0    | 1      |
| Скијашки скокови      | 5        | 0    | 5      |
| Слободно скијање      | 1        | 2    | 3      |
| Сноубординг           | 5        | 2    | 7      |
| Уметничко клизање     | 1        | 1    | 2      |
| Укупно(10)            | 30       | 17   | 47     |

## Алпско скијање

### Мушкарци
| Дисциплина       | Такмичар       | Резултати    | Резултати    | Резултати    | Резултати    | Резултати        |
| Дисциплина       | Такмичар       | 1. вожња     | 2. вожња     | Укупно       | Заостатак    | Пласман          |
| ---------------- | -------------- | ------------ | ------------ | ------------ | ------------ | ---------------- |
| Спуст            | Андреј Шпорн   |              |              | Није завршио | Није завршио | Није завршио     |
| Спуст            | Рок Перко      |              |              | 1:55,26      | 0,95         | 14 / 59 (64)     |
| Спуст            | Андреј Јерман  |              |              | 1:56,35      | 2,04         | 28/59 (64)       |
| Спуст            | Андреј Крижај  |              |              | 1:57,72      | 3,41         | 37/ 59 (64)      |
| Супервелеслалом  | Андреј Шпорн   |              |              | 1:31,68      | 1,24         | 18 / 45 (64)     |
| Супервелеслалом  | Алеш Горза     |              |              | 1:31,07      | 0,73         | 11 / 45 (64)     |
| Супервелеслалом  | Андреј Јерман  |              |              | Није завршио | Није завршио | Није завршио     |
| Супервелеслалом  | Андреј Крижај  |              |              | Није завршио | Није завршио | Није завршио     |
| Суперкомбинација | Андреј Шпорн   | 1:54,56 (11) | Није завршио | Није завршио | Није завршио | Није завршио     |
| Суперкомбинација | Андреј Јерман  | 1:56,03 (22) | 54,81 (31)   | 2:50,84      | 5,92         | 27 / 34 (52)     |
| Суперкомбинација | Андреј Крижај  | 1:54,56 (28) | Није завршио | Није завршио | Није завршио | Није завршио     |
| Слалом           | Митја Валенчич | 48,22 (2)    | 52,13 (19)   | 1:40,35      | 1,03         | 6 / 48 (102)     |
| Слалом           | Бернард Вајдич | Није завршио | Није завршио | Није завршио | Није завршио | Није завршио     |
| Слалом           | Митја Драгшић  | Није завршио | Није завршио | Није завршио | Није завршио | Није завршио     |
| Слалом           | Матиц Скубе    | Није завршио | Није завршио | Није завршио | Није завршио | Није завршио     |
| Велеслалом       | Андреј Шпорн   | 1:19,19 (27) | 1:21,86 (23) | 2:41,05      | 3,22         | 25 / 81 (103)    |
| Велеслалом       | Алеш Горза     | 1:17,95 (9)  | 1:21,26 (17) | 2:39,21      | 1,38         | 10 / 81 (103)    |
| Велеслалом       | Јанез Јазбец   | 1:18,92 (22) | 1:21,04 (9)  | 2:39,96      | 2,13         | 19-20 / 81 (103) |
| Велеслалом       | Андреј Крижај  | 1:20,48 (36) | 1:23,74 (36) | 2:44,22      | 6,39         | 33 / 81 (103)    |

### Жене
| Дисциплина       | Такмичар     | Резултати     | Резултати     | Резултати     | Резултати     | Резултати     |
| Дисциплина       | Такмичар     | 1. вожња      | 2. вожња      | Укупно        | Заостатак     | Пласман       |
| ---------------- | ------------ | ------------- | ------------- | ------------- | ------------- | ------------- |
| Спуст            | Тина Мазе    |               |               | 1:47,94       | 3,75          | 18 / 37 (45)  |
| Спуст            | Марушка Фрек |               |               | 1:48,24       | 4,05          | 20/37 (45)    |
| Супервелеслалом  | Тина Мазе    |               |               | 1:20,63       | 0,49          | 2 / 38 (53)   |
| Супервелеслалом  | Марушка Фрек |               |               | Није завршила | Није завршила | Није завршила |
| Слалом           | Тина Мазе    | 52,28 (14)    | 52,81 (9)     | 1:45,09       | 2,20          | 9 / 55 (87)   |
| Слалом           | Марушка Фрек | 53,20 (26)    | 53,83 (22)    | 1:47,03       | 4,14          | 23 / 55 (87)  |
| Слалом           | Ана Древ     | Није завршила | Није завршила | Није завршила | Није завршила | Није завршила |
| Велеслалом       | Тина Мазе    | 1:15,39 (5)   | 1:11,76 (11)  | 2:25,15       | 0,04          | 2 / 60 (86)   |
| Велеслалом       | Ана Древ     | 1:17,63 (26)  | 1:11,20 (2)   | 2:28,83       | 1,72          | 19 / 60 (86)  |
| Суперкомбинација | Тина Мазе    | 1:25,27 (10)  | 44,56 (5)     | 2:10,23       | 1,39          | 5 / 28 (35)   |
| Суперкомбинација | Марушка Фрек | 1:26,15 (12)  | 46,83 (22)    | 2:12,76       | 3,84          | 14 / 28 (35)  |

## Биатлон

### Мушкарци
| Дисциплина    | Такмичар                                         | Резултати                                 | Резултати                                                     | Резултати    | Резултати     |
| Дисциплина    | Такмичар                                         | Време                                     | Промашаји                                                     | Заостатак    | Пласман/учес. |
| ------------- | ------------------------------------------------ | ----------------------------------------- | ------------------------------------------------------------- | ------------ | ------------- |
| Појединачно   | Клемен Бауер                                     | 52:43,9                                   | 3 (0+2+0+1)                                                   | 4:21,4       | 32 / 88 (88)  |
| Појединачно   | Петер Докл                                       | 56:41,9                                   | 2 (2+0+0+0)                                                   | 8:19,4       | 75 / 88(88)   |
| Појединачно   | Јанез Марич                                      | 54:46,4                                   | 5 (1+2+1+1)                                                   | 6:23,9       | 62 / 88(88)   |
| Појединачно   | Васја Рупник                                     | 53:49,8                                   | 4 (1+1+1+1)                                                   | 5:27,3       | 49 / 88(88)   |
| Спринт        | Клемен Бауер                                     | 24:25,2                                   | 1 (0+1)                                                       | 17,4         | 4 / 87 (88)   |
| Спринт        | Петер Докл                                       | 27:21,0                                   | 0 (0+0)                                                       | 3:13,2       | 58 / 87 (88)  |
| Спринт        | Јанез Марич                                      | 26:12,5                                   | 2 (1+1)                                                       | 2,04,7       | 27 / 87 (88)  |
| Спринт        | Васја Рупник                                     | 27:20,8                                   | 3 (0+3)                                                       | 3:13,0       | 57 / 87 (88)  |
| Потера        | Клемен Бауер                                     | 34:33,8                                   | 1 (1+0+2+2                                                    | 55,4         | 9 / 59 (60)   |
| Потера        | Петер Докл                                       | престигнут за круг                        | 5 (0+3+2+ )                                                   | Нема пласман | Нема пласман  |
| Потера        | Јанез Марич                                      | 37:28,4                                   | 5 (0+1+3+1)                                                   | 3:50,0       | 47 / 59 (60)  |
| Потера        | Васја Рупник                                     | 41:59,2                                   | 11 (1+2+4+4)                                                  | 8:20,8       | 59 / 59 (60)  |
| Масовни старт | Клемен Бауер                                     | 38:16,9                                   | 5 (2+0+0+3)                                                   | 2:41,2       | 28 / 30 (30)  |
| Штафета       | Петер Докл Клеман Бауер Васја Рупник Јанез Марич | 1:29:52,4 23:09,1 22:24,3 22:10,2 22:08,8 | 19 (0+6 3+10) 6 (0+2 1+3) 5 (0+0 2+3) 5 (0+3 0+2) 3 (0+1 0+2) | 8:14,3       | 17 / 19 (19)  |

### Жене
| Дисциплина    | Такмичар                                                            | Резултати                                 | Резултати                               | Резултати             |                       |
| Дисциплина    | Такмичар                                                            | Време                                     | Промашаји                               | Заостатак             | Пласман/учес.         |
| ------------- | ------------------------------------------------------------------- | ----------------------------------------- | --------------------------------------- | --------------------- | --------------------- |
| Појединачно   | Тадеја Ликозар Бранкович                                            | 47:09,5                                   | 4 (1+1+2+0)                             | 6:16,7                | 63 / 86 (87)          |
| Појединачно   | Теја Грегорин                                                       | 44:29,1                                   | 3 (0+1+0+2)                             | 3:36,3                | 36 / 86 (87)          |
| Појединачно   | Андреја Мали                                                        | 43:14,4                                   | 0 (0+0+0+0)                             | 2:21,6                | 19 / 86 (87)          |
| Појединачно   | Дијана Равникар                                                     | 44:27,4                                   | 2 (1+0+0+1)                             | 3:34,6                | 35 / 86 (87)          |
| Спринт        | Тадеја Ликозар Бранкович                                            | 23:13,3                                   | 4 (1+3)                                 | 3:17,7                | 75 / 88 (89)          |
| Спринт        | Теја Грегорин                                                       | 20:29,2                                   | 0 (0+0)                                 | 33,6                  | 9 / 88 (89)           |
| Спринт        | Андреја Мали                                                        | 21:32,6                                   | 0 (0+0)                                 | 1:37,0                | 31 / 88 (89)          |
| Спринт        | Дијана Равникар                                                     | 21:49,7                                   | 1 (0+1)                                 | 1:54,1                | 37 / 88 (89)          |
| Потера        | Тадеја Ликозар Бранкович                                            | Није се квалификовала                     | Није се квалификовала                   | Није се квалификовала | Није се квалификовала |
| Потера        | Теја Грегорин                                                       | 31:38,6                                   | 2 (0+0+1+1)                             | 1:22,                 | 9 / 57 (60)           |
| Потера        | Андреја Мали                                                        | 33:59,9                                   | 2 (1+0+1+0)                             | 3:37,9                | 33 / 57 (60)          |
| Потера        | Дијана Равникар                                                     | 34:02,7                                   | 1 (0+0+1+0)                             | 3:46,7                | 39 / 57 (60)          |
| Масовни старт | Андреја Мали                                                        | 23:13,3                                   | 4 (1+3)                                 | 3:34,3                | 26 / 30 (30)          |
| Масовни старт | Теја Грегорин                                                       | 35:49,0                                   | 1 (0+0+0+1)                             | 29,4                  | 9 / 30 (30)           |
| Штафета       | Дијана Равникар Андреја Мали Тадеја Бранкович-Ликозар Теја Грегорин | 1:12:02,4 17:50,4 18:18,2 18:07,8 17:46,0 | 0+4 0+2 0+0 0+1 0+1 0+1 0+2 0+0 0+1 0+0 | 2:26,1                | 8 / 19 (19)           |

## Нордијска комбинација
| Дисциплина              | Такмичар      | Ски скок | Ски скок | Ски скок | Трчање   | Трчање          | Резултат     | Резултат |
| Дисциплина              | Такмичар      | Скок     | Бодови   | Место    | Зостатак | Укупан резултат | Пласман      |          |
| ----------------------- | ------------- | -------- | -------- | -------- | -------- | --------------- | ------------ | -------- |
| Мала скакаоница/10 км   | Митја Оранич  | 93,5     | 108,0    | 36       | 1:50     | 25:48,3         | 31 / 45 (45) |          |
| Мала скакаоница/10 км   | Гашпер Берлот | 99,0     | 119,5    | 13       | 1:04     | 27:15,5         | 37 / 45 (45) |          |
| Велика скакаоница/10 км | Митја Оранич  | 111,0    | 88,5     | 33       | 2:34     | 27:42,1         | 41 / 45 (46) |          |
| Велика скакаоница/10 км | Гашпер Берлот | 112,5    | 89,2     | 32       | 2:31     | 26:57,9         | 37 / 45 (45) |          |

## Санкање

#### Мушкарци
| Такмичар      | Дисциплина | 1 вожња  | 1 вожња | 2 вожња  | 2 вожња | 3 вожња  | 3 вожња | 4 вожња  | 4 вожња | Укупно   | Пласман |
| Такмичар      | Дисциплина | Резултат | Пласман | Резултат | Пласман | Резултат | Пласман | Резултат | Пласман | Укупно   | Пласман |
| ------------- | ---------- | -------- | ------- | -------- | ------- | -------- | ------- | -------- | ------- | -------- | ------- |
| Домен Поциеха | Једносед   | 49,340   | 27      | 49,457   | 26      | 49,587   | 28      | 49,362   | 29      | 3:17,746 | 27      |

## Скелетон
| Такмичар    | Дисциплина | 1 вожња  | 1 вожња | 2 вожња  | 2 вожња | 3 вожња  | 3 вожња | 4 вожња  | 4 вожња | Укупно  | Пласман |
| Такмичар    | Дисциплина | Резултат | Пласман | Резултат | Пласман | Резултат | Пласман | Резултат | Пласман | Укупно  | Пласман |
| ----------- | ---------- | -------- | ------- | -------- | ------- | -------- | ------- | -------- | ------- | ------- | ------- |
| Анже Шетина | Мушкарци   | 54,50    | 23      | 54,35    | 23      | 53,75    | 20      | —        | —       | 2:42,60 | 21      |

## Скијашки скокови
| Такмичар                                           | Дисциплина                    | Квалификације           | Квалификације                 | Финале   | Финале                  | Финале                        | Финале               | Финале | Финале |
| Такмичар                                           | Дисциплина                    | Резултат                | Пласман                       | 1 серија | 1 серија                | 2 серија                      | 2 серија             | Укупно | Место  |
| Такмичар                                           | Дисциплина                    | Резултат                | Пласман                       | Резултат | Пласман                 | Резултат                      | Пласман              | Укупно | Место  |
| -------------------------------------------------- | ----------------------------- | ----------------------- | ----------------------------- | -------- | ----------------------- | ----------------------------- | -------------------- | ------ | ------ |
| Роберт Крањец                                      | Мала скакаоница појединачно   | —                       | (АК)                          | 129,0    | 6 (КВ)                  | 130,5                         | 8                    | 159,5  | 6      |
| Роберт Крањец                                      | Велика скакаоница појединачно | —                       | (АК)                          | 99,3     | 27 (КВ)                 | 134,4                         | 3                    | 233,7  | 9      |
| Петер Превц                                        | Мала скакаоница појединачно   | 127,0                   | 13 (КВ)                       | 124,0    | 13 (КВ)                 | 135,0                         | 4                    | 259,0  | 7      |
| Петер Превц                                        | Велика скакаоница појединачно | 122,1                   | 21 (КВ)                       | 111,6    | 14 (КВ)                 | 110,7                         | 16                   | 222,3  | 16     |
| Примож Пикл                                        | Мала скакаоница појединачно   | 116,5                   | 27 (КВ)                       | 117,5    | 25 (КВ)                 | 117,0                         | 23                   | 134,5  | 24     |
| Јернеј Дамјан                                      | Мала скакаоница појединачно   | 126,5                   | 15 (КВ)                       | 108,0    | 33                      | Није се квалификовао          | Није се квалификовао | 108,0  | 33     |
| Јернеј Дамјан                                      | Велика скакаоница појединачно | 121,1                   | 23 (КВ)                       | 89,7     | 33                      | Није се квалификовао          | Није се квалификовао | 89,7   | 33     |
| Митја Межнар                                       | Велика скакаоница појединачно | 101,0                   | 39 (КВ)                       | 99,7     | 26 (КВ)                 | 98,8                          | 26                   | 198,5  | 29     |
| Примож Пикл Митја Межнар Петер Превц Роберт Крањец | Велика скакаоница екипно      | 124,0 126,5 132,0 129,0 | 472,2 109,2 114,7 127,1 121,2 | 8        | 119,5 131,0 127,5 139,0 | 486,6 102,1 124,3 118,0 142,2 | 8                    | 958.8  | 8      |

## Скијашко трчање

### Жене
Слободни стил
| Дисциплина       | Такмичарка                                           | Резултат | Заостатак | Место/уч.(укуп.) |
| ---------------- | ---------------------------------------------------- | -------- | --------- | ---------------- |
| 10 км слободно   | Весна Фабјан                                         | 26:51,6  | 1:53,2    | 33 / 78 (78)     |
| 10 км слободно   | Барбара Језершек                                     | 27:17,3  | 2:18,9    | 41 / 78 (78)     |
| Спринт екипно    | Катја Виснар Весна Фабјан                            | 18:58,9  | -         | 11 / 18 (18)     |
| штафета 4 х 5 км | Ања Ерзен Катја Вишнар Весна Фабјан Баргара Језершек | 13:49,4  | 4:28,0    | 15 / 16 (16)     |

Класични стил
| Дисциплина | Такмичари    | Квалификације | Квалификације | Четвртфинале | Четвртфинале | Полуфинале        | Полуфинале        | Финале            | Финале            |
| Дисциплина | Такмичари    | Резултат      | Пласман/учес. | Резултат     | Пласман/учес | Резултат          | Пласман/учес.     | Резултат          | Пласман/учес.     |
| ---------- | ------------ | ------------- | ------------- | ------------ | ------------ | ----------------- | ----------------- | ----------------- | ----------------- |
| Спринт     | Петра Мајдич | 3:47,84       | 19/54         | 3:40,2       | 9 / 30       | 3:41,2            | 6 /12             | 3:41,0            | 3                 |
| Спринт     | Катја Виснар | 3:44,10       | 7 /54         | 3:43,5       | 24 / 30      | Није се пласирала | Није се пласирала | Није се пласирала | Није се пласирала |
| Спринт     | Весна Фабјан | 3:48,4        | 21 / 54       | 3:43,7       | 25 /30       | Није се пласирала | Није се пласирала | Није се пласирала | Није се пласирала |

## Слободно скијање

### Жене
| Такмичарка | Дисциплина | Квалификације | Квалификације | Осмина финала | Четвртфинале | Полуфинале        | Финале            | Финале            | Финале       |
| Такмичарка | Дисциплина | Време         | Ранг          | Ранг          | Ранг         | Ранг              | Б финале          | Финале            | Пласман      |
| ---------- | ---------- | ------------- | ------------- | ------------- | ------------ | ----------------- | ----------------- | ----------------- | ------------ |
| Саша Фарич | Ски крос   | 1:20,01       | 16 КВ         | 1 гр. 2 КВ    | 1 гр. 4      | Није се пласирала | Није се пласирала | Није се пласирала | 15 / 35 (35) |

| Такмичар      | Дисциплина | Квалификације | Квалификације | Финале            | Финале            |
| Такмичар      | Дисциплина | Поени         | Пласман       | Поени             | Пласман           |
| ------------- | ---------- | ------------- | ------------- | ----------------- | ----------------- |
| Нина Беднарик | Могул      | 13,79         | 26            | Није се пласирала | Није се пласирала |

### Мушкарци
| Такмичарка   | Дисциплина | Квалификације | Квалификације | Осмина финала | Четвртфинале | Полуфинале | Финале   | Финале           | Финале      |
| Такмичарка   | Дисциплина | Време         | Ранг          | Ранг          | Ранг         | Ранг       | Б финале | Финале           | Пласман     |
| ------------ | ---------- | ------------- | ------------- | ------------- | ------------ | ---------- | -------- | ---------------- | ----------- |
| Филип Флисар | Ски крос   | 1:13,46       | 7 КВ          | 7 гр. 1 КВ    | 4 гр. 2 КВ   | 2 гр. 4    | 4        | Није се пласирао | 8 / 32 (33) |

## Сноубординг

### Жене

#### Халфпајп
| Такмичарка  | Квалификације | Квалификације | Квалификације | Полуфинале | Полуфинале | Полуфинале | Финале   | Финале                | Финале                | Пласман     |
| Такмичарка  | 1. вожња      | 2. вожња      | Пласман       | 1. вожња   | 2. вожња   | Пласман    | 1. вожња | 2. вожња              | Пласман               | Пласман     |
| ----------- | ------------- | ------------- | ------------- | ---------- | ---------- | ---------- | -------- | --------------------- | --------------------- | ----------- |
| Цилка Садар | 18,2          | 26,8          | 18            | 30,01      | 21,5       | 11         | 45.0     | Није се квалификовала | Није се квалификовала | 16 /30 (30) |

#### Паралелни велеслалом
| Такмичарка    | Квалификације | Квалификације | Осмина финала         | Осмина финала         | Четвртфинале          | Четвртфинале          | Полуфинале            | Полуфинале            | Финале                | Финале                | Пласман      |
| Такмичарка    | Време         | Место         | Противник             | Време                 | Противник             | Време                 | Противник             | Време                 | Противник             | Време                 | Пласман      |
| ------------- | ------------- | ------------- | --------------------- | --------------------- | --------------------- | --------------------- | --------------------- | --------------------- | --------------------- | --------------------- | ------------ |
| Глорија Колар | 46,44         | 27            | Није се квалификовала | Није се квалификовала | Није се квалификовала | Није се квалификовала | Није се квалификовала | Није се квалификовала | Није се квалификовала | Није се квалификовала | 27 / 28 (30) |

### Мушкарци

#### Сноуборд крос
| Такмичар  | Квалификације | Квалификације | Осмина финала | Четвртфинале         | Полуфинале           | Финале               | Пласман              |
| Такмичар  | Време         | Пласман       | Пласман       | Пласман              | Пласман              | Финале               | Пласман              |
| --------- | ------------- | ------------- | ------------- | -------------------- | -------------------- | -------------------- | -------------------- |
| Рок Рогељ | 1:21,81       | 9 КВ          | 4 гр. 6       | Није се квалификовао | Није се квалификовао | Није се квалификовао | Није се квалификовао |

#### Паралел велеслалом
| Такмичарка       | Квалификације | Квалификације | Осмина финала             | Осмина финала | Четвртфинале              | Четвртфинале         | Полуфинале                                   | Полуфинале           | Финале                                                    | Финале               | Пласман     |
| Такмичарка       | Време         | Место         | Противник                 | Време         | Противник                 | Време                | Противник                                    | Време                | Противник                                                 | Време                | Пласман     |
| ---------------- | ------------- | ------------- | ------------------------- | ------------- | ------------------------- | -------------------- | -------------------------------------------- | -------------------- | --------------------------------------------------------- | -------------------- | ----------- |
| Жан Кошир        | 1:18,31       | 12            | Канада · Морисон          | Поб ДКВ       | Аустрија · Карл           | ДКВ - Пор            | 5-7 места · Сједињене Америчке Државе · Клуг | Поб -1,71            | За пето место · Швајцарска · Шох                          | Пор.+0,92            | 6 /28 (30)  |
| Рок Фландер      | 1:18,64       | 15            | Француска (2010.) · Дифур | Поб -1,65     | Канада (2010.) · Андерсон | Пор.+7,02            | 5-7 места · Швајцарска (2010.) · Шох         | Поб НС               | За седмо место · Сједињене Америчке Државе (2010.) · Клуг | Пор. НС              | 8 / 28 (30) |
| Рок Маргуч       | 39,27         | 41,82         | 1:21,09                   | 23            | Није се квалификовао      | Није се квалификовао | Није се квалификовао                         | Није се квалификовао | Није се квалификовао                                      | Није се квалификовао | 23 /28 (30) |
| Изидор Шустершич | 42,55         | 39,46         | 1:22,01                   | 25            | Није се квалификовао      | Није се квалификовао | Није се квалификовао                         | Није се квалификовао | Није се квалификовао                                      | Није се квалификовао | 25 /28 (30) |

## Уметничко клизање
| Клизач/ица     | Дисциплина | Кратки програм | Кратки програм | Слободни састав   | Слободни састав   | Укупно | Укупно  |
| Клизач/ица     | Дисциплина | Оцене          | Пласман        | Оцене             | Пласман           | Оцене  | Пласман |
| -------------- | ---------- | -------------- | -------------- | ----------------- | ----------------- | ------ | ------- |
| Грегор Урбас   | Мушкарци   | 53,02          | 27             | Није се пласирао  | Није се пласирао  | 53,02  | 27      |
| Теодора Поштич | Жене       | 43,80          | 27             | Није се пласирала | Није се пласирала | 43,80  | 27      |

1. ↑  Тина Мазе ће ности заставу на отварању РТВ Словеније, Приступљено 25. 4. 2013.